# نبرد تیسفون (۲۶۳)
نبرد تیسپون در سال ۲۶۳ بین شاهنشاهی ساسانی و ارتش پالمیرایی تحت فرماندهی اذینه (پالمیرا در آن هنگام متحد روم و به طور رسمی بخشی از آن بود) درگرفت. به دنبال شکست ساسانیان و از دست دادن سوریه و کاپادوکیه به امپراتوری روم بدست اذینه و بالیستا، شاه پالمیرا به میان‌رودان حمله کرد و در کنار دیوارهای تیسپون ایستاد و نواحی دور آن را ویران کرد، با این حال، نتوانست آن را تسخیر کند. مشکلات لجستیکی در نبرد در قلمرو دشمن پالمیرایی‌ها را مجبور کرد تا دست از محاصره بکشند و با خودشان زندانیان و غنایم فراوان ببرند. زندانی‌ها به روم برای گالینوس فرستاده شدند و او جشنی برای این پیروزی برپا کرد.